# Bevil Rudd
Bevil Gordon d'Urban Rudd (Kimberley, 5 ottobre 1895 – Kimberley, 2 febbraio 1948) è stato un velocista e mezzofondista sudafricano, campione olimpico dei 400 metri piani ai Giochi di Anversa 1920.

## Palmarès
| Anno | Manifestazione  | Sede    | Evento      | Risultato | Prestazione | Note |
| ---- | --------------- | ------- | ----------- | --------- | ----------- | ---- |
| 1920 | Giochi olimpici | Anversa | 400 m piani | Oro       | 49"6        |      |
| 1920 | Giochi olimpici | Anversa | 800 m piani | Bronzo    | 1'54"0      |      |
| 1920 | Giochi olimpici | Anversa | 4×400 m     | Argento   | 3'23"0      |      |